# Kabbikere, Chikmagalur
Kabbikere là một làng thuộc tehsil Chikmagalur, huyện Chikmagalur, bang Karnataka, Ấn Độ.